# Picu Castiellu
El yacimiento arqueológico de Picu Castiellu es un antiguo castro ubicado en Ciaño, en el municipio asturiano de Langreo (España), aunque éste se inclina más hacia las construcciones defensivas mediante torres y murallas que a la cultura de castros.
El yacimiento se encuentra a unos 300 metros de altitud, una cota ya elevada para las ubicaciones ordinarias de este tipo de infraestructuras. Desde su emplazamiento se tiene un buen control visual del Valle del Nalón. Su diámetro se acerca a los 80 metros y su superficie, aproximadamente, a los 4.200 metros cuadrados.
Fue certificado por José Manuel González y Fernández-Vallés en 1954. Debido a que carece de un estudio arqueológico detallado, su datación abarca desde la época romana a la medieval. Probablemente se tratase principalmente de una torre y su recinto amurallado, habiéndose encontrado algunos utensilios para animales, insculturas y un lienzo de unos 15 metros de longitud. En el lugar se cuentan leyendas de tesoros relacionados con el yacimiento.